# Paryż-Roubaix 2017
115. edycja wyścigu kolarskiego Paryż-Roubaix odbyła się w dniu 9 kwietnia 2017 roku i liczyła 257 km. Start wyścigu miał miejsce w Compiègne pod Paryżem, a meta w Roubaix. Wyścig figurował w rankingu światowym UCI World Tour 2017.

## Uczestnicy
Na starcie tego klasycznego wyścigu stanęło 25 zawodowych ekip, osiemnaście drużyn jeżdżących w UCI World Tour 2017 i siedem profesjonalnych zespołów zaproszonych przez organizatorów z tzw. "dziką kartą".
| Numery  | Kod | Drużyna            |
| ------- | --- | ------------------ |
| 1-8     | ORS | Orica-Scott        |
| 11-18   | QST | Quick-Step Floors  |
| 21-28   | SKY | Team Sky           |
| 31-38   | CDT | Cannondale-Drapac  |
| 41-48   | DDD | Dimension Data     |
| 51-58   | LTS | Lotto Soudal       |
| 61-68   | TFS | Trek-Segafredo     |
| 71-78   | BOH | Bora-Hansgrohe     |
| 81-88   | BMC | BMC Racing Team    |
| 91-98   | TLJ | Team LottoNL-Jumbo |
| 101-108 | MOV | Movistar Team      |
| 111-118 | FDJ | FDJ                |
| 121-128 | DEN | Direct Énergie     |

| Numery  | Kod | Drużyna                      |
| ------- | --- | ---------------------------- |
| 131-138 | ALM | Ag2r-La Mondiale             |
| 141-148 | SUN | Team Sunweb                  |
| 151-158 | KAT | Team Katusha-Alpecin         |
| 161-168 | COF | Cofidis                      |
| 171-178 | SVB | Sport Vlaanderen–Baloise     |
| 181-188 | AST | Astana Pro Team              |
| 191-198 | WGG | Wanty-Groupe Gobert          |
| 201-208 | FVC | Fortuneo-Vital Concept       |
| 211-218 | RNL | Roompot-Nederlandse Loterij  |
| 221-228 | TBM | Bahrain-Merida               |
| 231-238 | UAD | UAE Team Emirates            |
| 241-248 | DMP | Delko-Marseille Provence KTM |

## Klasyfikacja generalna
| M-ce | Imię i nazwisko     | Kraj     | Drużyna           | Czas       |
| ---- | ------------------- | -------- | ----------------- | ---------- |
| 1.   | Greg Van Avermaet   | Belgia   | BMC Racing Team   | 5h 41' 07" |
| 2.   | Zdenek Stybar       | Czechy   | Quick-Step Floors | + 0"       |
| 3.   | Sebastian Langeveld | Holandia | Cannondale-Drapac | + 0"       |
| 4.   | Jasper Stuyven      | Belgia   | Trek-Segafredo    | + 0"       |
| 5.   | Gianni Moscon       | Włochy   | Team Sky          | + 0"       |
| 6.   | Arnaud Démare       | Francja  | FDJ               | + 12"      |
| 7.   | André Greipel       | Niemcy   | Lotto Soudal      | + 12"      |
| 8.   | Edward Theuns       | Belgia   | Trek-Segafredo    | + 12"      |
| 9.   | Adrien Petit        | Francja  | Direct Énergie    | + 12"      |
| 10.  | John Degenkolb      | Niemcy   | Trek-Segafredo    | + 12"      |
|      |                     |          |                   |            |
| 75.  | Maciej Bodnar       | Polska   | Bora-Hansgrohe    | + 9' 41"   |
| -    | Łukasz Wiśniowski   | Polska   | Team Sky          | DNF        |